# Giorgio Ravera
Giorgio Ravera (Genova, 18 maggio 1971) è un musicista, arrangiatore e produttore discografico italiano.

## Biografia
Chitarrista storico de La Rosa Tatuata, vi milita ancora oggi come autore e cantante. 
È docente di chitarra Rock/Blues presso la Scuola di Musica di Campomorone e il Laboratorio Musicale Genovese di cui è uno dei fondatori. Ha insegnato precedentemente presso l'Accademia Musicale Gabriel Fauré e l'Accademia delle Arti di Ovada.
È autore, compositore, arrangiatore e produttore.

## Discografia
Con La Rosa Tatuata:
- 1995 – Prigionieri del rock & roll (autoprodotto)
- 1998 – Al centro del temporale (Devega Ed. Musicali Genova)
- 2001 – Bandiera genovese (autoprodotto)
- 2006 – Caino (autoprodotto)
- 2014 – Scarpe (Club de Musique)

## Premi e riconoscimenti
Con la Rosa Tatuata ha ottenuto numerosi riconoscimenti nazionali: 
- 2006 - Premio Mei come miglior autoproduzione italiana
- 2006 - Premio Ciampi città di Livorno (vinto precedentemente da Ligabue, Litfiba)
- 2006 - Targa argento SIAE
- 2006 - Premio Augusto Daolio come miglior testo.

I suoi testi sono presenti nel Grande Dizionario della Canzone Italiana di Dario Salvatori (Rizzoli).

## Produzioni
- 2008 - Passaggi - Andrea Sigona
- 2008 - Traditional Man - Andrea Marti
- 2008 - La Svolta - Giampaolo Rugo (spettacolo teatrale)
- 2009 - Canzoni di Schiena - Paolo Bonfanti
- 2009 - Santi e Delinquenti - Andrea Sigona
- 2010 - Volonté - Max Parodi
- 2011 - Takin' a Break - Paolo Bonfanti
- 2011 - Purple House - Paolo Bonfanti - David James
- 2013 - Exile On Backstreets - Paolo Bonfanti
- 2014 - Scarpe - La Rosa Tatuata
- 2015 - Memorie Ritrovate (prologo) - Andrea Sigona
- 2017 - Fiori Bianchi e Tabacco - Etica Sterile
- 2020 - Elvisway - Davide Orlando

## Collaborazioni
Tra gli artisti con cui ha collaborato in studio: Paolo Bonfanti, Massimo Bubola, Vittorio De Scalzi, Jono Manson, Fabio Treves, Gang, Andrea Sigona, Etica Sterile, Davide Orlando (Elvisway), David Frew ( An Emotional Fish ), Yo Yo Mundi, Emanuele Dabbono, David James, Roy Rogers ( chitarrista e produttore di John Lee Hooker ), Tony Coleman ( B B King, Etta James ) Antonio Righetti ( Ligabue, Rocking Chairs ), Trevor ( Sadist ), Nahuel Sachak Chavez (vincitore Operación Triunfo 2011 Espana).